# David Hejgaard
 Der er for få eller ingen kildehenvisninger i denne artikel, hvilket er et problem. Du kan hjælpe ved at angive troværdige kilder til de påstande, som fremføres i artiklen.

David Hejgaard (Født i 1903 – død juni 1986) gartner, tidligere folketingskandidat, modstandsmand og leder af DKP i Midtjylland under besættelsen. Redaktør af Land og Folk.

## Liv
Hejgaard var gårdmandssøn og voksede op omkring Odder, hvor hans far drev et landbrug. Han flyttede i 1926 til København efter at have færdiguddannet sig som gartner. Han blev hurtigt ansat ved Gentofte kommune som gartner på deres kirkegårde. Igennem sit arbejde blev han fagligt organiseret, og i 1933 meldte han sig ind i DKP. Kun 3 år efter i 1936 blev han valgt som bestyrelsesmedlem for Gartnerforbundet i København, og to år senere blev han udnævnt til rejsesekretær for forbundet. Af DKP blev han i 1939 opstillet som folketingskandidat, men blev ikke valgt til Folketinget.
Da tyskerne invaderede Sovjetunionen, måtte danske kommunister gå under jorden for ikke at blive arresteret af det tyske sikkerhedspoliti Gestapo. Det lykkes Hejgaard at undgå Gestapo, og i august sendte DKP ham derfor til Århus for at reorganisere og lede partiet i Nordjylland. Opgaven var for stor for ham, og tømrer Johannes Poulsen overtog ledelsen nord for Limfjorden. Hejgaard havde base i Århus, men brugte meget tid på at organisere kræfter på landet, hvor han blandt andet udnyttede sine kontakter blandt gartnere. Hejgaard var en af drivkræfterne bag opbygningen af modstandsarbejdet i Midtjylland, hjulpet af den tidligere spanienskæmper Frits Nielsen, og senere af Arne Larsen, en støberiarbejder fra København.
Hejgaard var den eneste i sit distrikt, som havde forbindelse til partiets ledelse i København. Han arbejdede som en udadvendt person, hvilket indebar en stor fare. Et af de mennesker, han mødte, var Grethe Bartram, der senere stak ham og andre kommunister til den tyske besættelsesmagt. Efter næsten 3 år som illegal modstandsmand tilknyttet DKP, blev han den 5. juni 1944 arresteret af Gestapo i sin logiværtinde Kamma Klitgård Povlsens lejlighed i Århus. Han kom i september 1944 til Frøslevlejren, og den 20. oktober blev han overført til den tyske koncentrationslejr Neuengamme. Kamma Klitgård Povlsen kom til koncentrationslejren Ravensbrück.
I slutningen af april 1945 blev han reddet, da de hvide busser evakuerede danske og norske fanger i lejren.
Han blev i 1946 ansat som faglig medarbejder ved DKP's partiavis Land og Folk. Året efter blev han redaktør af avisen, en stilling han beholdt frem til 1969, hvor han gik på pension.